# Салома
Сало́ма (малайск. Saloma), настоящее имя — Салма Исмаил (малайск. Salma Ismail; 22 января 1935, Сингапур — 25 апреля 1983, Куала-Лумпур), — сингапурская и малайзийская киноактриса и певица, исполнительница народных и эстрадных песен.

## Краткая биография и творчество
Вокальные способности проявила в раннем детстве. В 1952 году снялась в музыкальном фильме «Радуга», в 1953 году — в картине «Нормах». Первую пластинку записала в 1954 году. Длительное время выступала с ансамблем «Мария Менадо», гастролировала за рубежом (США, Австралия). Озвучивала песни в фильмах. Среди хитов того времени — песни в её исполнении — «Цветок танджунга», «Делай, как я», «Когда наступает ночь» и др.

## Содружество с П. Рамли
Большая часть творчества приходится на 1960—1970-е годы, когда было установлено творческое содружество с актёром, режиссёром, композитором и певцом П. Рамли, который с 1961 года стал и её мужем. В общей сложности записала на пластинки более 500 песен разного жанра (ча-ча-ча, джаз, твист и т. п.) соло и дуэтом с П. Рамли.

Пластинка с записью песни в исполнении Салмы Исмаил и П. Рамли

## Награды
- Орден «Защитнику короны» (1975)
- Государственная премия и звание Выдающейся певицы (малайск. Biduanita Negara) (1978)

## Семья
- Была замужем трижды. Первый муж А. Р. Томпел (1952—1952), второй — Казман бин Юсак (1957—1957), третий П. Рамли.

## Память
- В Куала-Лумпуре её именем названо бистро (малайск. Saloma Bistro) — ресторан с вечерними представлениями танцев. На стенах можно увидеть её фотографии и фотографии других экстрадных певиц и певцов. Открыт в 2002 году.
- В Университете Малайя среди сотрудников ежегодно проводятся конкурсы на лучшее исполнение песен П. Рамли и Саломы .
- Телефильм «Салома» в двух сериях (в роли Саломы актриса Набила Худа; премьера состоялась 28 августа 2014 г. на канале Astro First Eksklusif).